# Чиног
Чиног — река в России, протекает в Прилузском районе Республики Коми. Устье реки находится в 19 км по левому берегу реки Коржа. Длина реки составляет 14 км.
Исток реки на Северных Увалах на западных склонах холма Угловой (182 м НУМ) в 21 км к юго-востоку от посёлка Коржинский. Генеральное направление течения — север, всё течение проходит по ненаселённому холмистому таёжному массиву. Впадает в Коржу в урочище Давыдково в 15 км к востоку от посёлка Коржинский.

## Данные водного реестра
По данным государственного водного реестра России и геоинформационной системы водохозяйственного районирования территории РФ, подготовленной Федеральным агентством водных ресурсов:
- Бассейновый округ — Двинско-Печорский
- Речной бассейн — Северная Двина
- Речной подбассейн — Малая Северная Двина
- Водохозяйственный участок — Юг
- Код водного объекта — 03020100212103000012631